# ВАЗ-2802
ВАЗ-2802 — советская экспериментальная модель электромобиля, предназначенная для перевозок небольших партий грузов.
К 1984 году было разработано две модификации электромобиля, работа над которыми осуществлялась параллельно.

## ВАЗ 2802-01
Бортовая модификация с одноместной кабиной. Несущие части и кабина электромобиля были изготовлены из алюминия. Грузоподъёмность составляла 450 кг, запас хода при 40 км/ч — 130 км. Время разгона до 60 км/ч — 15 сек.

## ВАЗ 2802-02
Электрофургон вагонной компоновки. Кабина двухместная с большой площадью остекления. Кузов стеклопластиковый, грузовой контейнер легкосъёмный и крепился к раме четырьмя защёлками. Рама первоначально была изготовлена стальной, из-за чего грузоподъёмность модели ограничилась 200 кг, после применения в несущих конструкциях алюминиевых профилей собственная масса электромобиля снизилась, а грузоподъёмность достигла 500 кг. Расположение двигателя — переднее, ведущие колёса — задние. Запас хода (по разным данным): при 40 км/ч — 120 км, при городском цикле езды — 78 км. Батареи никель-цинковые, общей массой 423 кг.